# Hannes Zacher
Hannes Zacher (* 1979 in Göttingen) ist ein deutscher Psychologe und seit 2016 Professor für Arbeits- und Organisationspsychologie am Wilhelm-Wundt-Institut für Psychologie der Universität Leipzig, Fakultät für Lebenswissenschaften.

## Werdegang
Hannes Zacher studierte zwischen 2000 und 2006 Psychologie an der Technischen Universität Braunschweig und der University of Minnesota. Von 2006 bis 2009 promovierte er im Bereich Arbeits- und Organisationspsychologie an der Justus-Liebig-Universität Gießen. Nach einem Aufenthalt als Postdoktorand an der Jacobs University Bremen forschte und lehrte er als Lecturer/Assistant Professor an der University of Queensland in Australien (2010–2013), als Associate Professor an der Universität Groningen in den Niederlanden (2014–2015) und als Full Professor an der Queensland University of Technology in Australien (2016). Der Australian Research Council zeichnete ihn im Jahr 2011 mit einem Discovery Early Career Researcher Award aus. Im Jahr 2016 war er Fellow des Netherlands Institute for Advanced Study in the Humanities and Social Science (NIAS), eines Instituts der Royal Netherlands Academy of Arts and Sciences (KNAW). Seit 2014 ist Hannes Zacher Honorary Associate Professor an der University of Queensland in Australien.

## Forschungsschwerpunkte
In seinem Forschungsprogramm beschäftigt sich Zacher mit den Themen Altern im Arbeitskontext und berufliche Entwicklung; Stress, Gesundheit und Wohlbefinden am Arbeitsplatz; Eigeninitiative, Innovation, Führung und Unternehmertum; und umweltfreundliches Arbeitsverhalten. Er hat Bücher zu den Themen Patientensicherheit und Altern im Arbeitskontext, ca. 40 Buchkapitel sowie ca. 170 Beiträge in internationalen Fachzeitschriften mit Peer-Review veröffentlicht, unter anderem in den Zeitschriften Academy of Management Review, Journal of Applied Psychology, Journal of Organizational Behavior, Journal of Vocational Behavior, Journal of Occupational Health Psychology und Psychology and Aging.

## Werke (Auswahl)
- Maintaining a focus on work-related opportunities at higher ages. Dissertation, Universität Gießen 2009.
- Patient safety - a psychological perspective. De Gruyter, Berlin / Boston, Mass. 2014, ISBN 978-3-11-028173-6.